# Parabotia kiangsiensis
Parabotia kiangsiensis és una espècie de peix de la família dels cobítids i de l'ordre dels cipriniformes.

## Hàbitat i distribució geogràfica
És un peix d'aigua dolça, demersal i de clima tropical, el qual viu a Àsia: el riu Sin a Jiangxi (la Xina).

## Observacions
És inofensiu per als humans.